# Sekarkurung
Sekarkurung is een bestuurslaag in het regentschap Gresik van de provincie Oost-Java, Indonesië. Sekarkurung telt 2526 inwoners (volkstelling 2010).